# James DeBarge
James Curtis DeBarge (Detroit, Míchigan, 22 de agosto de 1963) es un cantante de R&B y soul estadounidense. Fue uno de los miembros del grupo musical familiar DeBarge que se hizo famoso con sus canciones de mediados de la década de 1980 "All This Love",  "Love Me in a Special Way", "Rhythm of the Night" y "Who's Holding Donna Now".

## Biografía y carrera
Fue el séptimo hijo de Robert DeBarge Sr. y Etterlene Abney DeBarge. Como todos sus hermanos, nació y creció en el lado este de Detroit, Míchigan. Posteriormente, él y su familia se mudaron a Grand Rapids, Míchigan. A partir del año 2000, DeBarge trabajó con DJ Quik en temas como "Tha Divorce Song" y "Get Nekkid" del rapero asesinado Mausberg. Además, en 2004, DeBarge hizo una canción con la "sensación haitiana" Won-G para un remix llamado "Nothing's Wrong", usando el instrumental de la canción de Quik/DeBarge "Tha Divorce Song". Debarge también hizo una pequeña aparición especial en 2006 en el álbum 818 Antics, del rapero J-Ro, quien está asociado con el grupo de rap Tha Liks.

### DeBarge
James, junto con sus hermanos Mark, Randy, su sobrino Andrew (bajista) y una sobrina desconocida actuaron en una gira como DeBarge. Aparecieron en un concierto "Flashback to the '80s" en el San Manuel Casino en Highland, California, junto con Atlantic Starr, The SOS Band y Mary Jane Girls. En ausencia de El, James se encargó de la voz principal. DeBarge realizó tres bises a pesar de no ser el artista principal del cartel.

## Vida personal
DeBarge también era conocido por su matrimonio en 1984 con la cantante pop Janet Jackson. El matrimonio fue anulado en 1985 debido a su adicción a los analgésicos y somníferos. Durante su matrimonio, vivieron en la casa de la familia Jackson, Hayvenhurst. En 2016, DeBarge afirmó en Growing Up Hip-Hop que él y Jackson tienen una hija. Jackson ya le había dicho a la revista Vibe en 2001: "Dicen que la niña está en Europa o que uno de mis hermanos o hermanas la está criando... Pero no, nunca he tenido un hijo".
DeBarge tiene tres hijos: su hija Kristinia (nacida el 8 de marzo de 1990), su hijo James, Jr. (nacido en 1998) y su hija menor, Tori (nacida en 2001). Kristinia apareció en el spin-off de American Idol de 2003, American Juniors, y más tarde recibió un contrato de grabación a través de Island Def Jam Records.
DeBarge actuó con los hermanos El y Mark durante un servicio gospel a finales de 2007. DeBarge es un cristiano practicante.
En 2012, DeBarge fue encarcelado después de ser arrestado por agresión con un arma letal y cargos de drogas. Fue liberado de prisión tres años después, en 2015.

## Discografía
Con DeBarge
- All This Love (1982)
- In a Special Way (1983)
- Rhythm of the Night (1985)
- Bad Boys (1987)